# Bauingenieurkombinat für Anlagenexport
Der VEB Bauingenieurkombinat für Anlagenexport Dessau wurde 1980 gegründet und war ein Kombinat in der Deutschen Demokratischen Republik.
Das Kombinat unterstand dem Ministerium für Bauwesen. Weitere zentralgeleitete Kombinate des Bauwesens können in der Liste von Kombinaten der DDR eingesehen werden.
Die Betriebe des Kombinats waren nicht direkt an der Errichtung von Bauwerken beteiligt, sondern projektierten Bauvorhaben im In- und Ausland. Zu den projektierten Bauten und Anlagen zählten unter anderem „Anlagen zur Herstellung von Zement, Schulbüchern, Textilien, Fleisch oder Futtermitteln oder Weizenmühlen“.
Zu den Aufgaben zählten die Ausarbeitung bautechnischer Unterlagen für Investitionsprojekte, das Anfertigen von Konstruktionszeichnungen und statischen Berechnungen, die Erstellung von Kostenberechnungen, das Stellen von Bauleitungs- und Engineeringpersonal sowie die Wahrnehmung der Hauptauftragnehmerschaft bei verschiedenen Projekten.
Im Zuge der Wende und der anschließenden Wiedervereinigung wurde das Kombinat 1990 aufgelöst und seine Betriebe wurden privatisiert.

## Zugehörige Betriebe
Zum Kombinat gehörten 1990 die folgenden Betriebe:
- VEB Industrieprojektierung Dessau; (Stammbetrieb)
- VEB Industrieprojektierung Schwedt
- VEB Ingenieurbüro für Waren- und Leistungsprüfung im Bauwesen